# Nicolás Laméndola
Nicolás Emanuel Laméndola (San Miguel de Tucumán, Tucumán, 12 de diciembre de 1998) es un futbolista argentino que juega como mediocampista o delantero en Atlético Tucumán de la Primera División de Argentina.

## Trayectoria

### Atlético Tucumán
Laméndola se formó y debutó en Atlético Tucumán en el año 2021, en un encuentro ante Lanús en la Copa de la Liga Profesional 2021. En el decano jugó hasta 2022, cuándo saldría a préstamo a Atlético de Rafaela.

### Atlético Rafaela
Llegó a Rafaela en 2022 para disputar el Campeonato de Primera Nacional. En 2023 haría una gran campaña, dónde llegó hasta cuartos de final del reducido por el segundo ascenso. Debido a su actuación en la crema, Laméndola volvió a Atlético Tucumán para la pretemporada de cara a la temporada 2024.

### Aldosivi
Luego de hacer la pretemporada con Atlético Tucumán, Laméndola es cedido nuevamente. Su nuevo destino fue Aldosivi, con el cual terminó puntero de su zona en la Primera Nacional, lo que le permitió disputar la final por el campeonato y por el ascenso a Primera División. En la final, disputada en Rosario, Aldosivi vencería a San Martín por 2 a 0 con Laméndola abriendo el marcador.

### Atlético Tucumán
Laméndola volvió a Atlético Tucumán el 1 de enero de 2025. Siendo teniendo en cuenta para el resto de la temporada.

## Clubes
| Club                         | País      | Año         |
| ---------------------------- | --------- | ----------- |
| Atlético Tucumán             | Argentina | 2021 - Act. |
| Atlético de Rafaela (Cedido) | Argentina | 2022 - 2023 |
| Aldosivi (Cedido)            | Argentina | 2023 - 2024 |

## Palmarés
| Título             | Equipo   | País      | Año  |
| ------------------ | -------- | --------- | ---- |
| Primera B Nacional | Aldosivi | Argentina | 2024 |